# マイケル・シャペール
マイケル・シャペール（Michael Chappell、1978年1月21日 - ）は、アメリカ合衆国ミシガン州出身のプロバスケットボール選手である。ポジションはフォワード。

## 来歴
ミシガン州立大学出身。
2006-07シーズンに日本プロバスケットボールリーグ（bjリーグ）の仙台89ERSに所属。全40試合に出場して、シーズン得点ランキングで5位、3ポイントシュート成功率ランキングで3位。
仙台退団後はアデレード36ERS(オーストラリア)、バウディベルネックキエフ（ウクライナ）、ヘブライカマカビ（ウルグアイ）に所属。
2009年12月、東京アパッチに加入。2009-10シーズンのカンファレンスセミファイナル進出に貢献。2010-11シーズンも東京に所属したが、2011年3月に東日本大震災の影響でチームが活動を休止し、そのまま退団となった。